# Longvilliers, Pas-de-Calais
Longvilliers är en kommun i departementet Pas-de-Calais i regionen Hauts-de-France i norra Frankrike. Kommunen ligger i kantonen Étaples som tillhör arrondissementet Montreuil. År 2022 hade Longvilliers 255 invånare.

## Befolkningsutveckling
Antalet invånare i kommunen Longvilliers
| Referens: INSEE |